# Richard McKirahan
Richard D. McKirahan (* 27. Juli 1945) ist ein US-amerikanischer Klassischer Philologe und Philosophiehistoriker.

## Leben
McKirahan erwarb einen B.A. an der University of California, Berkeley, einen weiteren in Literae humaniores sowie einen M.A. am Balliol College der University of Oxford, bevor er an der Harvard University bei G. E. L. Owen zum Ph.D. promoviert wurde. 1973 begann er seine Laufbahn am Pomona College in Claremont, Kalifornien, wo er der Edwin Clarence Norton Professor of Classics und Professor of Philosophy war. Inzwischen ist er emeritiert. Ab 2012 war er zeitweise Vorsitzender der Society for Ancient Greek Philosophy. Seit 2013 ist er Gastprofessor für Philosophie an der University of California, Santa Barbara. Weitere Gastprofessuren führten ihn an die American School of Classical Studies at Athens, an die University of Glasgow, das St John’s College Cambridge und das Christ’s College Cambridge. Zudem ist er Associate Editor am Ancient Commentators on Aristotle Project.
Er ist mit der Philosophiehistorikerin Voula Tsouna verheiratet.
McKirahan arbeitet zur antiken Philosophie (zu Aristoteles und den Aristoteles-Kommentatoren Simplikios und Johannes Philoponos; zu den Vorsokratikern und zum Derveni-Papyrus), zur Naturwissenschaft und Mathematik und der intellektuellen Geschichte des antiken Griechenlands.

## Schriften (Auswahl)
- Principles and Proofs: Aristotle’s Theory of Demonstrative Science. Princeton University Press, 1992.
- Philosophy Before Socrates: An Introduction with Texts and Commentary. Hackett, Indianapolis 1994; zweite Auflage 2011.
- Simplicius, Commentary on Aristotle’s Physics, book 8, chapters 6–10. Translation and notes. (Ancient Commentators on Aristotle). Cornell University Press 2001.
- Philoponus, Commentary on Aristotle’s Posterior Analytics, book 1, chapters 1–8. (Ancient Commentators on Aristotle). Duckworth Publ. 2008.
- mit Georg Wöhrle: The Milesians: Thales. (Traditio Praesocratica). De Gruyter 2014.
- Anaximander’s Apeiroi Kosmoi. In: A. Preus (Hrsg.), Essays in Ancient Greek Philosophy VI. Philosophy Before Socrates. State University of New York Press, 2001.
- Zeno. In: The Cambridge Companion to the Early Greek Philosophers. Cambridge University Press, 1999.
- Philoponus’ Account of Scientific Principles in his Commentary on Aristotle’s Posterior Analytics. In: Documenti e Studi sulla tradizione filosofica medievale 20, 2009.
- The Place of the Posterior Analytics in Aristotle’s Thought, with Particular Reference to the Poetics. In: From Inquiry to Demonstrative Knowledge. New Essays on Aristotle’s Posterior Analytics. 2010.
- Parmenides B38 and Cornford’s Fragment. In: Ancient Philosophy 30, 2010.
- Philolaus on Number. In: Proceedings of the Boston Area Colloquium in Ancient Philosophy 27, 2011.
- The Cosmogonic Moment in the Derveni Papyrus. In: Presocratics and Plato. Festschrift at Delphi in Honor of Charles Kahn. Parmenides Press, Las Vegas 2013.
- A vocabulary of the ancient commentators on Aristotle: combining the Greek-English indexes from the eponymous series spanning works from the 2nd century CE to late antiquity. Bloomsbury Academic, London, New York 2022. – Rezension von Davide Falessi, Bryn Mawr Classical Review 2023.01.24
- The sophists. (Ancient philosophies). Routledge, London 2024, ISBN 9781138902794.